# Victrex
Victrex plc er en britisk producent af højstyrkepolymerer. De servicerer en række industrier: Luftfartsindustri, bilindustri, elektroniindustri og olie- og gas industri.
Selskabet blev etableret i 1993 ved et management buyout fra PEEK polymer-divisionen i Imperial Chemical Industries plc. De blev børsnoteret på London Stock Exchange i 1995.